# Districte electoral de Vilafranca del Penedès
El districte de Vilafranca fou una circumscripció electoral del Congrés dels Diputats utilitzada en les eleccions generals espanyoles entre 1871 i 1923. Es tractava d'un districte uninominal, ja que només era representat per un sol diputat.

## Àmbit geogràfic
L'any 1871, el districte comprenia tot el partit judicial de Vilafranca, excepte Olèrdola i Santa Margarida i els Monjos. També en formaven part els municipis de Abrera, Cabrera d'Igualada, Castellví de Rosanes, Esparreguera, Gelida, Masquefa, Piera, Sant Esteve Sesrovires, Sant Llorenç d'Hortons, Sant Pere de Riudebitlles, Sant Quintí de Mediona, i Vallbona d'Anoia.
En el període entre 1899 i 1923, els municipis d'Olèrdola i Santa Margarida i els Monjos estaven incorporats al districte. Per contra, Abrera, Cabrera d'Igualada, Castellví de Rosanes, Esparreguera, Gelida, Masquefa, Piera, Sant Esteve Sesrovires, Sant Llorenç d'Hortons i Vallbona d'Anoia van deixar de formar-ne part.

## Diputats electes
| Elecció | Elecció        | Diputat                           | Partit/Ideologia                    |
| ------- | -------------- | --------------------------------- | ----------------------------------- |
|         | 1871           | Francesc Pi i Margall             | Partit Republicà Democràtic Federal |
|         | 1871 (parcial) | Rafael de Llanza i Esquivel       | Sense dades                         |
|         | Abril 1872     | Francesc d'Assís Madorell i Badia | Partit Constitucional               |
|         | Agost 1872     | Miquel Baltà i Pujol              | Sense dades                         |
|         | 1873           | Francesc Company i Ferreras       | Sense dades                         |
|         | 1876           | Josep Puig i Llagostera           | Conservador                         |
|         | 1880 (parcial) | Josep Maria Planas i Casals       | Conservador                         |
|         | 1881           | Francesc d'Assís Madorell i Badia | Liberal                             |
|         | 1884           | Josep Maria Planas i Casals       | Conservador                         |
|         | 1886           | Josep Collaso i Gil               | Liberal                             |
|         | 1891           | Josep Elias i de Molins           | Conservador                         |
|         | 1893           | Baldomer Lostau i Prats           | Partit Republicà Democràtic Federal |
|         | 1896           | Josep Elias i de Molins           | Conservador                         |
|         | 1898           | Joan Maria Forgas i Frígola       | Liberal                             |
|         | 1899           | Carles Maria de Moy i de Sauri    | Sense dades                         |
|         | 1901           | Joan Maria Forgas i Frígola       | Liberal                             |
|         | 1903 (parcial) | Josep Zulueta i Gomis             | Republicà                           |
|         | 1923           | Enric Ràfols i Martí              | Lliga Regionalista                  |

## Resultats electorals

### Dècada de 1920
| Eleccions generals del 29/04/1923 |                        |                            |        |      |
| Partit/Ideologia                  | Partit/Ideologia       | Candidat                   | Vots   | %    |
|                                   | Lliga Regionalista     | Enric Ràfols i Martí       | 3.527  | 43,2 |
|                                   | Reformista             | Josep Zulueta i Gomis      | 2.829  | 34,7 |
|                                   | Nacionalista republicà | Joan Casanovas i Maristany | 1.774  | 21,7 |
|                                   | Altres                 | Altres                     | 28     | 0,3  |
| Total                             | Total                  | Total                      | 8.158  | 100  |
| Cens/participació                 | Cens/participació      | Cens/participació          | 11.340 | 71,9 |

| Eleccions generals del 19/12/1920 |                                    |                       |        |      |
| Partit/Ideologia                  | Partit/Ideologia                   | Candidat              | Vots   | %    |
|                                   | Reformista autonomista independent | Josep Zulueta i Gomis | 4.041  | 57,2 |
|                                   | Partit Republicà Radical           | Pere García i Seguí   | 2.961  | 41,9 |
|                                   | Altres                             | Altres                | 62     | 0,9  |
| Total                             | Total                              | Total                 | 7.064  | 100  |
| Cens/participació                 | Cens/participació                  | Cens/participació     | 11.033 | 64,0 |

### Dècada de 1910
| Eleccions generals del 01/06/1919 |                    |                                 |        |      |
| Partit/Ideologia                  | Partit/Ideologia   | Candidat                        | Vots   | %    |
|                                   | Reformista         | Josep Zulueta i Gomis           | 4.144  | 56,9 |
|                                   | Lliga Regionalista | Carles de Fortuny i de Miralles | 3.096  | 42,5 |
|                                   | Altres             | Altres                          | 39     | 0,5  |
| Total                             | Total              | Total                           | 7.279  | 100  |
| Cens/participació                 | Cens/participació  | Cens/participació               | 10.917 | 66,7 |

| Eleccions generals del 24/02/1918 |                      |                       |                                                     |
| Partit/Ideologia                  | Partit/Ideologia     | Candidat              | Vots                                                |
|                                   | Coalició d'esquerres | Josep Zulueta i Gomis | Electe mitjançant l'article 29 de la llei electoral |

| Eleccions generals del 09/04/1916 |                     |                       |        |      |
| Partit/Ideologia                  | Partit/Ideologia    | Candidat              | Vots   | %    |
|                                   | Reformista          | Josep Zulueta i Gomis | 3.900  | 99,3 |
|                                   | Unió de Viticultors | F. Santacana i Rumeu  | 41     | 1,0  |
| Total                             | Total               | Total                 | 3.926  | 100  |
| Cens/participació                 | Cens/participació   | Cens/participació     | 10.937 | 35,9 |

| Eleccions generals del 08/03/1914 |                   |                       |        |      |
| Partit/Ideologia                  | Partit/Ideologia  | Candidat              | Vots   | %    |
|                                   | Reformista        | Josep Zulueta i Gomis | 4.675  | 57,7 |
|                                   | Conservador       | Pau Torres Picornell  | 3.371  | 41,6 |
|                                   | Altres            | Altres                | 22     | 0,3  |
| Vots en blanc                     | Vots en blanc     | Vots en blanc         | 27     | 0,3  |
| Vots nuls                         | Vots nuls         | Vots nuls             | 8      | 0,1  |
| Total                             | Total             | Total                 | 8.103  | 100  |
| Cens/participació                 | Cens/participació | Cens/participació     | 10.739 | 75,5 |

| Eleccions generals del 08/05/1910 |                                       |                             |        |      |
| Partit/Ideologia                  | Partit/Ideologia                      | Candidat                    | Vots   | %    |
|                                   | Unió Federal Nacionalista Republicana | Josep Zulueta i Gomis       | 6.195  | 86,9 |
|                                   | Partit Republicà Radical              | Ricardo Soriano             | 582    | 8,2  |
|                                   | Independent                           | Salvador Rovira i Santacana | 0      | 0,0  |
|                                   | Altres                                | Altres                      | 352    | 4,9  |
| Total                             | Total                                 | Total                       | 7.129  | 100  |
| Cens/participació                 | Cens/participació                     | Cens/participació           | 10.636 | 67,0 |

### Dècada de 1900
| Eleccions generals del 21/04/1907 |                    |                       |        |      |
| Partit/Ideologia                  | Partit/Ideologia   | Candidat              | Vots   | %    |
|                                   | Republicà solidari | Josep Zulueta i Gomis | 4.271  | 99,8 |
|                                   | Altres             | Altres                | 8      | 0,2  |
| Total                             | Total              | Total                 | 4.279  | 100  |
| Cens/participació                 | Cens/participació  | Cens/participació     | 10.252 | 41,7 |

| Eleccions generals del 10/11/1905 |                       |                             |        |      |
| Partit/Ideologia                  | Partit/Ideologia      | Candidat                    | Vots   | %    |
|                                   | Republicà independent | Josep Zulueta i Gomis       | 3.505  | 99,7 |
|                                   | Liberal               | Joan Maria Forgas i Frígola | 0      | 0,0  |
|                                   | Altres                | Altres                      | 12     | 0,3  |
| Total                             | Total                 | Total                       | 3.517  | 100  |
| Cens/participació                 | Cens/participació     | Cens/participació           | 10.177 | 34,6 |

| Elecció parcial del 26/05/1903 |                   |                           |       |      |
| Partit/Ideologia               | Partit/Ideologia  | Candidat                  | Vots  | %    |
|                                | Republicà         | Josep Zulueta i Gomis     | 3.160 | 53,1 |
|                                | Conservador       | Carlos María de Moy Sauri | 2.784 | 46,8 |
|                                | Altres            | Altres                    | 2     | 0,0  |
| Total                          | Total             | Total                     | 5.946 | 100  |
| Cens/participació              | Cens/participació | Cens/participació         | 9.923 | 59,9 |

| Eleccions generals del 19/05/1901 |                   |                             |       |      |
| Partit/Ideologia                  | Partit/Ideologia  | Candidat                    | Vots  | %    |
|                                   | Liberal           | Joan Maria Forgas i Frígola | 4.112 | 96,2 |
|                                   | Independent       | Manuel Raventós i Domènech  | 0     | 0,0  |
|                                   | Altres            | Altres                      | 163   | 3,8  |
| Total                             | Total             | Total                       | 4.275 | 100  |
| Cens/participació                 | Cens/participació | Cens/participació           | 9.689 | 44,1 |

### Dècada de 1890
| Eleccions generals del 16/04/1899 |                   |                                |       |      |
| Partit/Ideologia                  | Partit/Ideologia  | Candidat                       | Vots  | %    |
|                                   | Sense dades       | Carles Maria de Moy i de Sauri | 3.459 | 55,1 |
|                                   | Altres            | Altres                         | 2.822 | 44,9 |
| Total                             | Total             | Total                          | 6.281 | 100  |
| Cens/participació                 | Cens/participació | Cens/participació              | 9.711 | 64,7 |

| Eleccions generals del 27/03/1898 |                   |                             |        |      |
| Partit/Ideologia                  | Partit/Ideologia  | Candidat                    | Vots   | %    |
|                                   | Liberal           | Joan Maria Forgas i Frígola | 5.442  | 74,0 |
|                                   | Altres            | Altres                      | 1.912  | 26,0 |
| Total                             | Total             | Total                       | 7.354  | 100  |
| Cens/participació                 | Cens/participació | Cens/participació           | 12.765 | 57,6 |

| Eleccions generals del 12/04/1896 |                   |                         |        |      |
| Partit/Ideologia                  | Partit/Ideologia  | Candidat                | Vots   | %    |
|                                   | Conservador       | Josep Elias i de Molins | 5.618  | 72,9 |
|                                   | Altres            | Altres                  | 2.089  | 27,1 |
| Total                             | Total             | Total                   | 7.707  | 100  |
| Cens/participació                 | Cens/participació | Cens/participació       | 12.205 | 63,1 |

| Eleccions generals del 05/03/1893 |                                     |                         |        |      |
| Partit/Ideologia                  | Partit/Ideologia                    | Candidat                | Vots   | %    |
|                                   | Partit Republicà Democràtic Federal | Baldomer Lostau i Prats | 4.337  | 62,5 |
|                                   | Altres                              | Altres                  | 2.606  | 37,5 |
| Total                             | Total                               | Total                   | 6.943  | 100  |
| Cens/participació                 | Cens/participació                   | Cens/participació       | 12.308 | 56,4 |

| Eleccions generals del 01/02/1891 |                  |                         |       |
| Partit/Ideologia                  | Partit/Ideologia | Candidat                | Vots  |
|                                   | Conservador      | Josep Elias i de Molins | 5.431 |

### Dècada de 1880
| Eleccions generals del 04/04/1886 |                  |                     |       |      |
| Partit/Ideologia                  | Partit/Ideologia | Candidat            | Vots  | %    |
|                                   | Liberal          | Josep Collaso i Gil | 1.179 | 86,3 |
|                                   | Altres           | Altres              | 187   | 13,7 |
| Total                             | Total            | Total               | 1.366 | 100  |

| Eleccions generals del 27/04/1884 |                   |                             |       |      |
| Partit/Ideologia                  | Partit/Ideologia  | Candidat                    | Vots  | %    |
|                                   | Conservador       | Josep Maria Planas i Casals | 1.020 | 72,8 |
|                                   | Altres            | Altres                      | 381   | 27,2 |
| Total                             | Total             | Total                       | 1.401 | 100  |
| Cens/participació                 | Cens/participació | Cens/participació           | 1.818 | 77,1 |

| Eleccions generals del 20/08/1881 |                  |                                   |       |      |
| Partit/Ideologia                  | Partit/Ideologia | Candidat                          | Vots  | %    |
|                                   | Liberal          | Francesc d'Assís Madorell i Badia | 1.429 | 95,2 |
|                                   | Altres           | Altres                            | 72    | 4,8  |
| Total                             | Total            | Total                             | 1.501 | 100  |

| Elecció parcial del 28/03/1880 |                   |                             |       |      |
| Partit/Ideologia               | Partit/Ideologia  | Candidat                    | Vots  | %    |
|                                | Conservador       | Josep Maria Planas i Casals | 1.211 | 77,7 |
|                                | Altres            | Altres                      | 348   | 22,3 |
| Total                          | Total             | Total                       | 1.559 | 100  |
| Cens/participació              | Cens/participació | Cens/participació           | 1.962 | 79,5 |

### Dècada de 1870
| Eleccions generals del 20/04/1879 |                   |                         |       |      |
| Partit/Ideologia                  | Partit/Ideologia  | Candidat                | Vots  | %    |
|                                   | Conservador       | Josep Puig i Llagostera | 723   | 53,6 |
|                                   | Altres            | Altres                  | 627   | 46,4 |
| Total                             | Total             | Total                   | 1.350 | 100  |
| Cens/participació                 | Cens/participació | Cens/participació       | 1.962 | 68,8 |

| Eleccions generals del 20/01/1876 |                  |                         |       |       |
| Partit/Ideologia                  | Partit/Ideologia | Candidat                | Vots  | %     |
|                                   | Conservador      | Josep Puig i Llagostera | 6.040 | 100,0 |
| Total                             | Total            | Total                   | 6.040 | 100   |

| Eleccions generals del 10/05/1873 |                  |                             |       |      |
| Partit/Ideologia                  | Partit/Ideologia | Candidat                    | Vots  | %    |
|                                   | Sense dades      | Francesc Company i Ferreras | 1.830 | 55,9 |
|                                   | Altres           | Altres                      | 1.441 | 44,1 |
| Total                             | Total            | Total                       | 3.271 | 100  |

| Eleccions generals del 24/08/1872 |                  |                      |       |      |
| Partit/Ideologia                  | Partit/Ideologia | Candidat             | Vots  | %    |
|                                   | Sense dades      | Miquel Baltà i Pujol | 1.821 | 59,9 |
|                                   | Altres           | Altres               | 1.219 | 40,1 |
| Total                             | Total            | Total                | 3.040 | 100  |

| Eleccions generals del 03/04/1872 |                       |                                   |       |      |
| Partit/Ideologia                  | Partit/Ideologia      | Candidat                          | Vots  | %    |
|                                   | Partit Constitucional | Francesc d'Assís Madorell i Badia | 1.929 | 35,7 |
|                                   | Altres                | Altres                            | 3.468 | 64,3 |
| Total                             | Total                 | Total                             | 5.397 | 100  |

| Elecció parcial del 31/10/1871 |                  |                             |       |
| Partit/Ideologia               | Partit/Ideologia | Candidat                    | Vots  |
|                                | Sense dades      | Rafael de Llanza i Esquivel | 2.871 |

| Eleccions generals del 08/03/1871 |                                     |                       |       |
| Partit/Ideologia                  | Partit/Ideologia                    | Candidat              | Vots  |
|                                   | Partit Republicà Democràtic Federal | Francesc Pi i Margall | 2.740 |